# Ferdy Horrmeyer
Ferdy Horrmeyer, auch Ferdinand Horrmeyer (* 8. März 1890 in Hannover; † 1978 in Bremen) war ein deutscher Maler und Grafiker.

## Leben
Horrmeyer studierte nach Schulzeit und Malerlehre in Hannover an der dortigen Kunstgewerbeschule. Er war Schüler des Kirchenmalers Friedrich Koch. Gegen Ende des Ersten Weltkrieges und in der jungen Weimarer Republik schuf Horrmeyer Plakate zu Kriegsanleihen (hier erhielt er im Juni 1918 beim „großen Wettbewerb für Kriegsanleihe-Plakate“ einen mit 5000 Mark dotierten ersten Preis für seinen Entwurf), Wahlaufrufe für die SPD zu den Reichstagswahlen oder zur Bewerbung der avantgardistischen Kunstzeitschrift Das Hohe Ufer. Die Drucke wurden überwiegend bei Molling & Co. in Hannover hergestellt, wie das Imperial War Museum bei Europeana.eu belegt hat. Horrmeyer gehörte der Hannoverschen Sezession an und nahm man deren Ausstellungen teil.
1928 wohnte Horrmeyer in Berlin. Er war Mitglied im Deutschen Werkbund.
Bis zum Zweiten Weltkrieg gestaltete Horrmeyer, neben einigen Gemälden und Kirchenausmalungen, vor allem Werbeplakate für Zigarettenhersteller und andere Unternehmen. Er entwarf unter anderem das Markenzeichen der Kicreco GmbH in Frankfurt am Main, das aus einem stilisierten Hahn besteht. 1940 bis 1945 lehrte er als Professor an der nationalsozialistisch ausgerichteten Nordischen Kunsthochschule in Bremen. Nach dem Krieg war er fast ausschließlich als Kirchenmaler tätig und entwarf auch Bildfenster. Für seine Tätigkeit erhielt er zahlreiche Auszeichnungen.
Der Nachlass von Horrmeyer befindet sich im Landeskirchlichen Archiv in Hannover (Bestand N 79).

## Werke (Auswahl)
- Kreuzabnahme I und Kreuzabnahme II[6]
- Geißelung
- Kopf (Zeichnung)
- Pieta (Zeichnung)
- Verspottung (Zeichnung)
- Potiphar (Ölskizze)
- Verkündigung (Ölskizze)